# Diocèse de Basse-Terre et Pointe-à-Pitre
Le diocèse de Basse-Terre et Pointe-à-Pitre (en latin : dioecesis Imae Telluris -Petrirostrensis) est une église particulière de l'Église catholique dans l'archipel de la Guadeloupe aux Antilles françaises.
Appartenant à la Province ecclésiastique des Antilles et de la Guyane, il est érigé le 27 septembre 1850.
L’évêque de Basse-Terre et Pointe-à-Pitre est membre de la Conférence épiscopale de France et de la Conférence épiscopale des Antilles.

## Historique

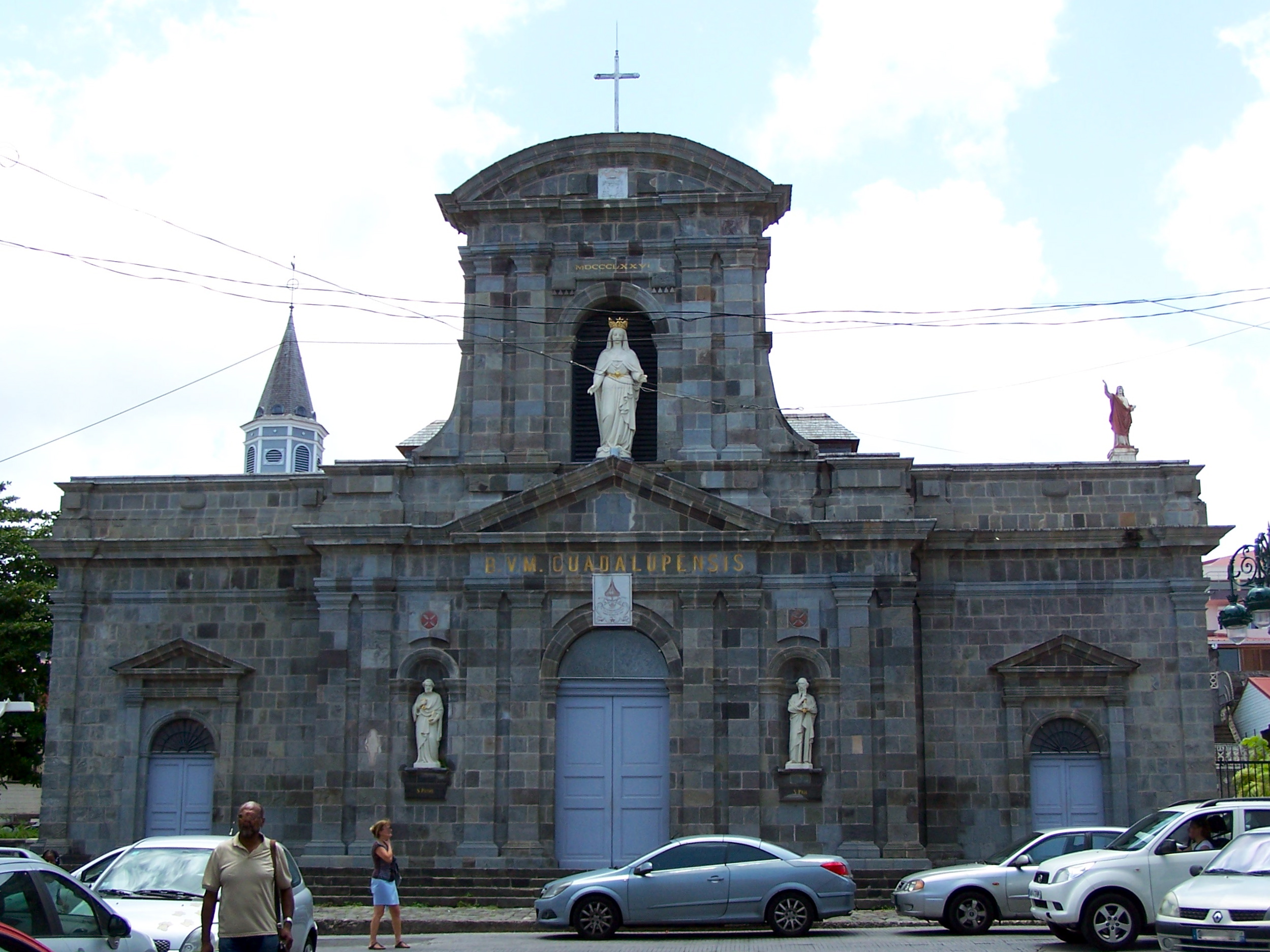
La Cathédrale Notre-Dame-de-Guadeloupe de Basse-Terre.

Le diocèse de Guadeloupe et Basse-Terre, qui englobe la Basse-Terre, la Grande-Terre, Marie-Galante, Les Saintes, La Désirade, Saint-Barthélemy, et Saint-Martin, a été érigé le 27 septembre 1850 par le Pape Pie IX et était alors suffragant de l'archidiocèse de Bordeaux jusqu'en 1905. Il passe ensuite sous la juridiction de la Congrégation pour la propagation de la foi. 
Sa dénomination change le 19 juillet 1951 pour devenir diocèse de Basse-Terre et Pointe-à-Pitre. Le diocèse est suffragant de l'archidiocèse de Saint-Pierre et Fort-de-France depuis le 30 septembre 1967.
Le diocèse a la charge d'une dizaine d'établissements scolaires gérés par la Fondation Ernest-Cabo, dont le collège-lycée Massabielle de Pointe-à-Pitre comptant plus de 1 000 élèves.

## Territoire
Situé dans les Antilles françaises, le diocèse de Basse-Terre couvre le département et région d'outre-mer de Guadeloupe — qui comprend Basse-Terre, Grande-Terre, Marie-Galante, Les Saintes, La Désirade — et les deux collectivités d'outre-mer de Saint-Barthélemy — constitué de l'île éponyme — et de Saint-Martin — constitué de la seule partie française de l'île éponyme.
Sa superficie est de 1 790 km2 pour un territoire divisé en quarante-quatre paroisses – gérées par une quarantaine de prêtres diocésains originaires de France et plus d'une soixantaine de prêtres et religieux africains, indiens ou haïtiens – regroupant 450 000 habitants.
Le siège épiscopal est situé à Basse-Terre, dans la cathédrale Notre-Dame-de-Guadeloupe. 

## Évêques de Basse-Terre et Pointe-à-Pitre

### Évêques originaires du diocèse de Basse-Terre et Pointe-à-Pitre
- Siméon Oualli
- Ernest Cabo, évêque émérite de Basse-Terre
- Philippe Guiougou